# RAF Menwith Hill
La Menwith Hill (RAF Menwith Hill ) es una estación de la Real Fuerza Aérea del Reino Unido cerca de Harrogate, North Yorkshire, Inglaterra, que proporciona servicios de apoyo de comunicaciones e inteligencia al Reino Unido y los Estados Unidos . El sitio contiene una extensa estación terrestre satelital y es un sitio de intercepción de comunicaciones y advertencia de misiles.  Se ha descrito como la estación de monitoreo electrónico más grande del mundo. 
La RAF Menwith Hill es propiedad del Ministerio de Defensa del Reino Unido, pero está disponible para el Departamento de Defensa de los Estados Unidos de América en virtud del Acuerdo sobre el Estatuto de las Fuerzas de la OTAN de 1951 y otros acuerdos no revelados entre los gobiernos de los EE. UU. y el Reino Unido. El Reino Unido tiene derecho a la posesión del sitio y conserva el control sobre su uso y sus instalaciones, aunque la administración de la base es responsabilidad de las autoridades estadounidenses, con el apoyo de alrededor de 400 funcionarios del Cuartel General de Comunicaciones del Gobierno (GCHQ), además del personal de la Fuerza Aérea de los Estados Unidos (USAF) y la Agencia de Seguridad Nacional de los Estados Unidos (NSA). En 2014, el número de personal estadounidense se redujo como parte de una racionalización de las operaciones debido a las mejoras en la tecnología. 
El sitio actúa como una estación terrestre para una serie de satélites operados por la Oficina Nacional de Reconocimiento de los Estados Unidos,  en nombre de la NSA, con antenas contenidas en numerosos radomos blancos distintivos, conocidos localmente como "las pelotas de golf". Se supone que ésta instalación forma parte sistema de intercepción de comunicaciones ECHELON.
El sitio es uno de los tres principales sitios operados por Estados Unidos en todo el mundo de monitoreo satelital y recopilación de inteligencia. Los otros dos sitios están ubicados en Estados Unidos y Australia, tienen funciones similares y trabajan en conjunto con la RAF Menwith Hill para proporcionar información relacionada con los intereses estadounidenses, británicos y australianos. El sitio australiano se conoce como Instalación de Defensa Conjunta Pine Gap.

## Historia

### Fundación de la estación (1954-1959)
En 1954, el Ministerio de Guerra británico compró 100 hectáreas (247 acre) de tierra en Nessfield Farm, aproximadamente a 7 kilómetros (4,3 mi) al oeste de Harrogate, North Yorkshire. El área adquirida pronto aumentó a 227 hectáreas (561 acre)  y fueron puestas a disposición del Gobierno británico para el Departamento de Defensa de los Estados Unidos. Estados Unidos consideró que el sitio era adecuado para recopilar señales de inteligencia del norte de Europa Occidental y Europa Oriental, específicamente de la Unión Soviética y los países del Pacto de Varsovia. El bajo nivel de ruido de radio de fondo de Yorkshire Dales lo convirtió en un lugar especialmente bueno para la tarea. El Reino Unido dio garantías a los Estados Unidos de que el sitio estaría disponible para ellos durante al menos 21 años.
La construcción de la estación por encargo de la Agencia de Seguridad del Ejército de los Estados Unidos (USASA) comenzó en abril de 1956. Los costos de construcción en ese momento eran de $6.8 millones, así como otros 1,2 millones de dólares. destinados a viviendas del personal. Inicialmente denominada Field Station 8613, el sitio pasó a llamarse 13th USASA Field Station el 1 de enero de 1957 y nuevamente el 1 de enero de 1959 como Menwith Hill Station. Debido a las condiciones adversas del terreno y del clima, hubo retrasos en el programa de construcción, y la estación finalmente entró en funcionamiento en junio de 1959.

### Primeros años (1960-1966)
Operacionalmente, Menwith Hill fue asignado al Cuartel General de USASA en Frankfurt, Alemania Occidental, mientras que para apoyo logístico fue asignado a la Tercera Fuerza de la Fuerza Aérea de los Estados Unidos, que en ese momento tenía su sede en el Reino Unido. La seguridad de la estación estuvo a cargo de un destacamento de la policía militar del ejército de los Estados Unidos y del Departamento de Policía de la Fuerza Aérea británica. Sin embargo, si el sitio se veía comprometido durante una invasión, tres búnkeres cubiertos de tierra contenían municiones y cargas de termita que podrían usarse para destruir equipo y material clasificado.
La estación comprendía inicialmente un edificio que funcionaba como cuartel general, cuarteles, viviendas para dependientes e instalaciones de apoyo como un cine y clubes sociales. El edificio de operaciones estaba ubicado dentro de un recinto seguro, en un gran campo de antenas, aproximadamente a 1,6 kilómetros (1 mi) de las instalaciones principales. Estaba equipado con grandes antenas rómbicas direccionales de alta frecuencia (HF) que podían detectar señales de todo el mundo. Se utilizaron más de doscientos receptores de comunicaciones HF Collins R-390A para recoger una amplia gama de señales en la banda de HF, incluidas ondas portadoras, señales de voz y transmisiones en ráfagas. Dentro del centro de operaciones se encontraba el centro de comunicaciones, el cual estaba atendido por criptógrafos que utilizaban equipos de descifrado, sin embargo una gran cantidad de las señales recolectadas eran encriptadas antes de ser enviadas para su procesamiento a las instalaciones de Fort Meade de la Agencia de Seguridad Nacional de los EE. UU. en Maryland.

### Transferencia a la Agencia de Seguridad Nacional (1966-1996)

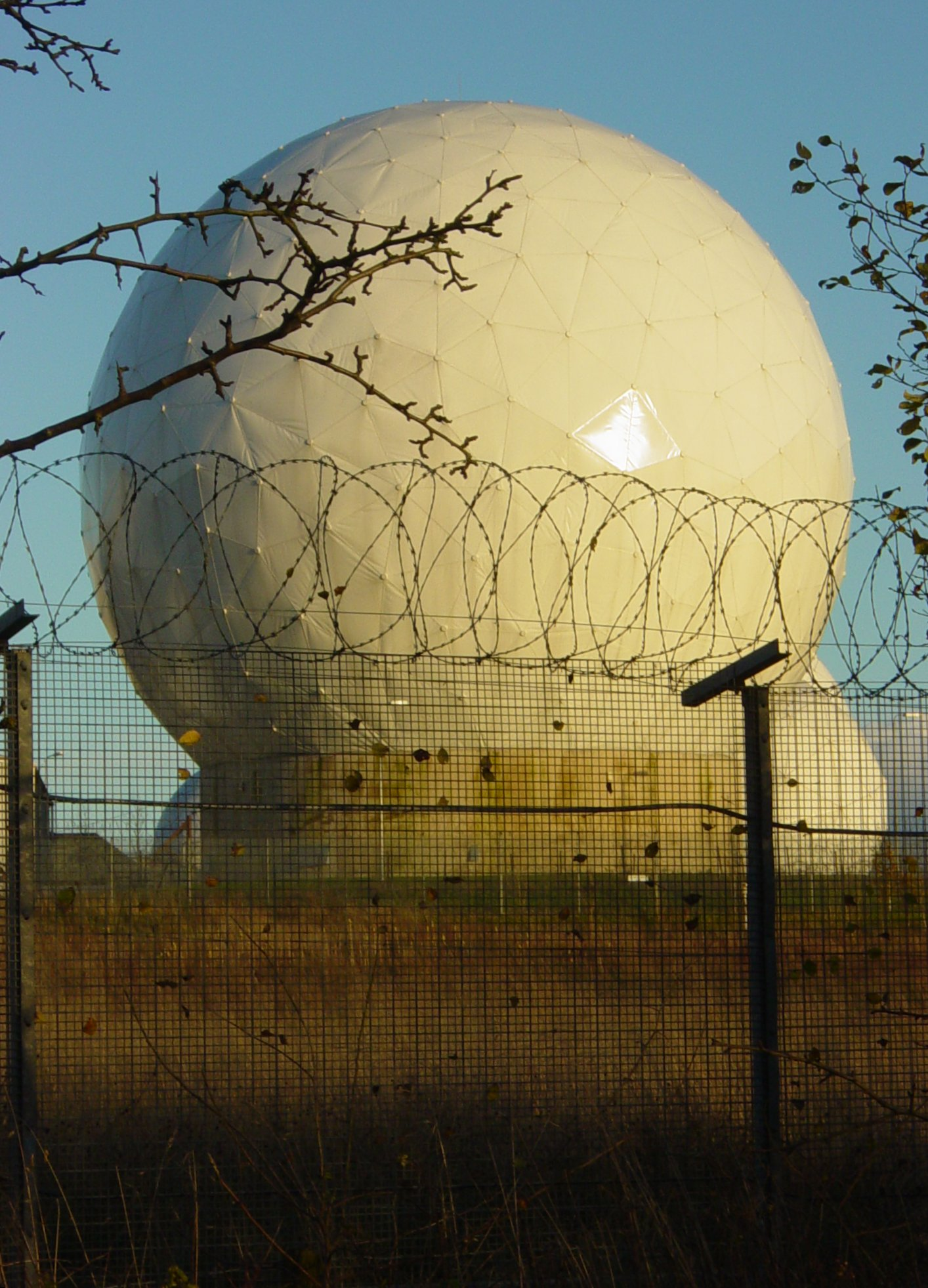
Un radomo (domo de radar) de Menwith Hill

En la década de 1960, como resultado de los avances en la tecnología digital y el mayor uso de satélites para la inteligencia de señales, las habilidades especializadas de los ingenieros y técnicos de la Agencia de Seguridad Nacional (NSA) y sus contratistas se volvieron cada vez más importantes. El 1 de agosto de 1966, el control de la estación de Menwith Hill pasó del ejército estadounidense a la NSA.La NSA amplió la estación durante las décadas de 1970 y 1980, extendiendo el centro de operaciones y construyendo nuevos edificios. Los dos primeros radomos, diseñados para proteger los receptores de satélite y las antenas de transmisión (conocidos coloquialmente como " pelotas de golf " y ahora sinónimos de la estación) se instalaron en 1974, momento en el que se estima que trabajaban en el lugar cerca de 800 personas.
En 1976, 21 años después del acuerdo inicial con los Estados Unidos, el gobierno británico renovó las garantías de que el sitio seguiría estando disponible durante 21 años más. 
Menwith Hill saltó a la atención del público en 1980 cuando la revista británica New Statesman publicó un artículo que sugería que la estación era la instalación de escuchas telefónicas más grande del mundo y resaltaba el secretismo que le otorgaban los gobiernos británico y estadounidense. Las investigaciones descubrieron que a principios de la década de 1960, Menwith Hill se integró a la red de retransmisión de microondas de la Oficina General de Correos, conocida como 'Backbone', a través de un enlace de cable subterráneo de alta capacidad a la torre de comunicaciones Hunters Stones, ubicada aproximadamente 3 millas (4,8 km) al sur de la estación. Se alegó que el enlace permitía la interceptación masiva de comunicaciones telefónicas y télex civiles entre Estados Unidos, el Reino Unido y Europa. En ese momento, en Menwith Hill había ocho radomos (domos de radar) que lo conectaban con otros sitios de la red de comunicaciones satelitales de la NSA y que supuestamente permitían la vigilancia de las comunicaciones en países extranjeros. En respuesta al artículo, la NSA dijo: "Hacemos transmisiones por radio: el material llega desde distintos lugares y se reenvía. Es una operación de conmutación. A veces lo enviamos al Reino Unido y a veces a los Estados Unidos". Se negó la sugerencia de que se vigilaban las comunicaciones nacionales e internacionales.
En 1985 se estableció en Menwith Hill un destacamento de la 704.ª Brigada de Inteligencia Militar (MI) del Ejército de EE. UU. En 1992, el destacamento se convirtió en la Compañía A del 743.er Batallón de Inteligencia Militar de la 704.ª Brigada de Inteligencia Militar.
El Escuadrón de Seguridad Electrónica 6951 de la Fuerza Aérea de Estados Unidos se formó en Menwith Hill el 1 de mayo de 1991. Posteriormente, el 1 de octubre de 1993, fue nombrado como el 451° Escuadrón de Inteligencia. 
En 1995, el Comando de Inteligencia y Seguridad del Ejército de Estados Unidos (INSCOM) se convirtió en el agente ejecutivo de Menwith Hill en nombre de la Agencia de Seguridad Nacional. INSCOM transformó la Compañía A del 743.er Batallón de Inteligencia Militar en el 713.er Grupo de Inteligencia Militar. En el año 2000, el grupo añadió una segunda compañía y fue nombrado como el 109.º Grupo de Inteligencia Militar.

### RAF Menwith Hill (desde 1996 hasta la actualidad)
El 19 de febrero de 1996, la estación pasó a llamarse RAF Menwith Hill.
Durante un caso judicial en 1997, British Telecom reveló que en 1975, su predecesora, la Oficina de Correos, instaló dos cables entre Menwith Hill y un cable coaxial que conectaba a la estación de radio de microondas en Hunters Stones, que era parte de la red telefónica de larga distancia. Esta conexión fue sustituida en 1992 por un nuevo cable de fibra óptica de alta capacidad. Más tarde se añadieron dos cables adicionales a través de los cuales se podían enviar y recibir llamadas y otras comunicaciones desde la base. Estos cables eran capaces de transmitir más de 100.000 llamadas telefónicas simultáneamente. 
El 1 de octubre de 2000, el 451.er Escuadrón de Inteligencia pasó a llamarse el 451.er Escuadrón de Operaciones de Información, antes de volver al 451 Escuadrón de Inteligencia el 1 de abril de 2007.
El 19 En julio de 2002, el INSCOM del Ejército de los Estados Unidos transfirió la responsabilidad del apoyo administrativo y logístico para Menwith Hill a la Fuerza Aérea de los EE. UU.  No obstante, el Ejército de los EE. UU. mantuvo su presencia y, en lugar del 109.º Grupo de Inteligencia Militar, el INSCOM formó un batallón provisional designado como Batallón Menwith Hill (Provisional). El 18 de octubre de 2008, la unidad, bajo el mando de un teniente coronel, fue redesignada como el 307.º Batallón de Inteligencia Militar, subordinado a la 66.ª Brigada de Inteligencia Militar con sede en Wiesbaden, Alemania. El 16 de octubre de 2009, el batallón fue redesignado como el 709.º Batallón de Inteligencia Militar. 
Según un artículo publicado en un boletín interno de la NSA en 2003, "Menwith es un sitio grande (varios cientos de civiles de la NSA)".  En marzo de 2012, el investigador Steve Schofield de BASIC produjo un informe de 65 páginas llamado "Lifting the Lid on Menwith Hill",  financiado por el Joseph Rowntree Charitable Trust y encargado y publicado por la Campaña de Yorkshire para el Desarme Nuclear (CND). La misión principal de Menwith Hill es proporcionar "apoyo de inteligencia a los intereses del Reino Unido, Estados Unidos y sus aliados". La ampliación multimillonaria de la base, el Proyecto Phoenix, es "uno de los programas de alta tecnología más grandes y sofisticados llevados a cabo en el Reino Unido en los últimos 10 años". De los 1.800 empleados en 2012, 400 eran británicos y 1.200 eran empleados estadounidenses de la NSA. 
Durante la Cumbre del G-20 de Londres de 2009, los especialistas en interceptación de la NSA con base en Menwith Hill intentaron localizar y descifrar las llamadas telefónicas encriptadas del presidente ruso Dmitri Medvédev.
El 451.er Escuadrón de Inteligencia fue desactivado el 24 de junio de 2015.
En noviembre de 2017, el sitio contaba con 627 empleados de los Estados Unidos y 578 del Reino Unido. 

## Instalaciones
En agosto de 2019 se concedió el permiso de planificación para la construcción de tres nuevos radomos en el sitio, elevando el número total a treinta y siete. Los tres nuevos radomos tendrían 21 metros (23,0 yd) de diámetro y se ubicarían en la parte sur del sitio.
La ampliación del sitio significa que ahora cubre 245 hectáreas (605 acre).

## Rol y operaciones

### Propiedad y administración
El 421.er Escuadrón de Base Aérea de la Fuerza Aérea de EE. UU. proporciona a servicios de apoyo a la base Menwith Hill y a sus misiones. El escuadrón es parte del 423.er Grupo de Base Aérea, que a su vez es parte de la 501.er Ala de Apoyo de Combate, ambos tienen su sede en la RAF Alconbury en Cambridgeshire.

### Misión
De acuerdo a la Real Fuerza Aérea, la base Menwith Hill es parte integral de la red mundial de comunicaciones de defensa del Departamento de Defensa de los Estados Unidos. Su misión principal es brindar apoyo de inteligencia a los intereses del Reino Unido, los Estados Unidos y sus aliados. El sitio es una estación de campo de la Agencia de Seguridad Nacional de los Estados Unidos (NSA), en la que también hay personal de otras áreas del Departamento de Defensa de EE. UU. El personal del Reino Unido procedente del Ministerio de Defensa y del Cuartel General de Comunicaciones del Gobierno (GCHQ) está integrado en los elementos operativos y administrativos de la base.
En noviembre de 2017, el Gobierno británico informó que 1.205 personas trabajaban en la estación, incluidos 33 funcionarios del ejército de los EE. UU., 344 contratistas de los EE. UU., 250 civiles de los EE. UU., 7 militares del Reino Unido (5 de la Marina Real y 2 de la RAF), 85 contratistas del Reino Unido y 486 civiles del Reino Unido (incluidos los empleados por GCHQ).

## Seguridad
La seguridad del sitio está a cargo de la Policía del Ministerio de Defensa (MDP). Una de las tres unidades del Grupo de Apoyo Central del MDP tiene su base en Menwith Hill y proporciona oficiales armados que pueden ser desplegados regionalmente con poca antelación para apoyar operaciones más amplias del MDP.
El 1 de abril de 2006, la base Menwith Hill fue designada como sitio protegido a los efectos de la Sección 128 de la Ley de Delincuencia Organizada Grave y Policía de 2005, que calificó como un delito penal el ingreso ilegal a la estación.

## Sistema de intercepción ECHELON

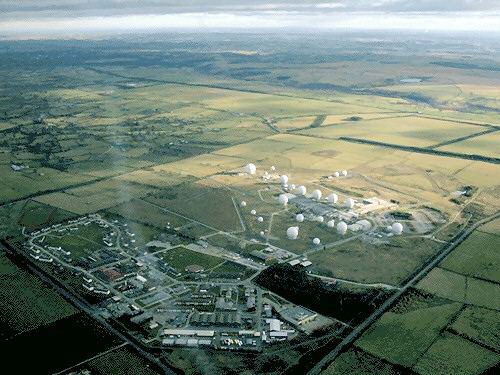
Vista aérea de la base Menwith Hill de la RAF

En 1988, el periodista de investigación Duncan Campbell, en un artículo publicado en New Statesman titulado "Alguien está escuchando", reveló la existencia del programa de vigilancia ECHELON, una extensión del Acuerdo UKUSA sobre inteligencia de señales globales Sigint. También detalló cómo funcionaban las operaciones de espionaje.Duncan Campbell presentó un informe encargado por STOA sobre el sistema ECHELON en una audiencia de la Comisión de Libertades y Derechos de los Ciudadanos, Justicia y Asuntos Interiores sobre el tema de la Unión Europea y la protección de datos, que llevó a la Unión Europea a crear la Comisión Temporal sobre el Sistema de Interceptación ECHELON . 
El 5 de julio de 2000, la Unión Europea creó la Comisión Temporal del Parlamento Europeo sobre el Sistema de Interceptación ECHELON y declaró que el sistema mundial de interceptación de comunicaciones privadas y comerciales funcionaba mediante una "cooperación proporcional a sus capacidades" entre los Estados Unidos, el Reino Unido, Canadá, Australia y Nueva Zelanda en el marco del UKUSA. El Comité expresó su preocupación por la incompatibilidad de la interceptación de las comunicaciones privadas y comerciales con el derecho fundamental al respeto de la vida privada (artículo 8 del CEDH). También le preocupaba que la interceptación de las comunicaciones comerciales pudiera utilizarse para "recopilar información competitiva en lugar de combatir la corrupción" A principios de la década de 1970, se instalaron en Menwith Hill las primeras de las grandes antenas parabólicas de comunicaciones. 
En 1999, Duncan Campbell escribió un informe en COMINT titulado Capacidades de interceptación 2000 para el Parlamento Europeo. 
El 3 de noviembre de 1999, la BBC informó que había recibido confirmación del Gobierno australiano de la existencia de una poderosa "red de espionaje global" con el nombre en código Echelon, capaz de espiar cualquier llamada telefónica, fax o correo electrónico en cualquier lugar del planeta" con Gran Bretaña y Estados Unidos como principales protagonistas. Confirmaron que Menwith Hill estaba "vinculada directamente a la sede de la Agencia de Seguridad Nacional de Estados Unidos (NSA) en Fort Meade, Maryland".

## Protestas ciudadanas
Entre 1984 y 1995 se establecieron varios campamentos de paz en las proximidades de la estación. También se han producido otras protestas individuales, relacionadas predominantemente con la proliferación nuclear y la defensa estratégica contra misiles. También se produjeron protestas en otras ubicaciones militares estadounidenses en el Reino Unido, como Greenham Common.
Las objeciones a la Iniciativa de Defensa Estratégica llevaron a manifestantes a asaltar la valla perimetral,y en 2007 los parlamentarios laboristas exigieron un debate completo sobre la defensa antimisiles y Menwith Hill.Las acciones continuarion en 2006.
Una activista local en particular, Lindis Percy, fue procesada, durante un período prolongado, bajo diferentes leyes. 
En abril de 2012, activistas afiliados al movimiento global Occupy organizaron un campamento de cuatro días en Menwith Hill.Los manifestantes dijeron que esperaban que el campamento "Reavivar el debate a nivel local, nacional y global sobre si la naturaleza subversiva y antidemocrática de las actividades en la base es aceptable, o incluso responsable, ante el público británico. Sin embargo, este debate nunca tuvo lugar fuera de los sectores marginales de la sociedad".